# MetaCyc
MetaCyc is een omvangrijke databases omtrent enzymen en metabolisme. De gegevens in de database zijn handmatig geselecteerd uit primaire wetenschappelijke literatuur en omvatten alle domeinen van het leven. MetaCyc heeft uitgebreide informatie over biochemische verbindingen, reacties, metabole routes en enzymen. De database is samengesteld aan de hand van meer dan 58.000 publicaties.
MetaCyc wordt vaak gebruikt als een uitgebreide internetencyclopedie over het metabolisme. De database vormt een belangrijke bron van informatie voor het computationeel voorspellen van stofwisselingsnetwerken op basis van het genoom, voor metabolic engineering en ander metabolomica-onderzoek.